# (3929) Carmelmaria
(3929) Carmelmaria es un asteroide perteneciente al cinturón de asteroides, descubierto el 16 de noviembre de 1981 por Peter Jekabsons desde el Observatorio Perth, Bickley, Australia.

## Designación y nombre
Designado provisionalmente como 1981 WG9. Fue nombrado Carmelmaria en homenaje a "Carmel Maria Borg", secretaria del Observatorio Perth y asistente administrativa de tres directores durante más de 17 años.